# Circuit de Pedralbes de motocròs
El Circuit de Pedralbes de motocròs fou un circuit provisional de motocròs situat al barri de Pedralbes de Barcelona que tingué activitat entre 1960 i 1963. Ubicat als terrenys d'un antic camp de golf (avui Zona Universitària), el circuit s'habilitava anualment per tal d'acollir el Motocròs Internacional de Barcelona que organitzava el Moto Club Ruta, esdevingut Gran Premi d'Espanya de Motocròs a partir de l'edició de 1962.
El 1964, quan la urbanització de l'Diagonal ja havia afectat aquella zona, fins aleshores allunyada i solitària, el circuit s'hagué d'abandonar per sempre més i es traslladà l'esdeveniment a Santa Coloma de Gramenet, al Circuit de Santa Rosa.

## Situació

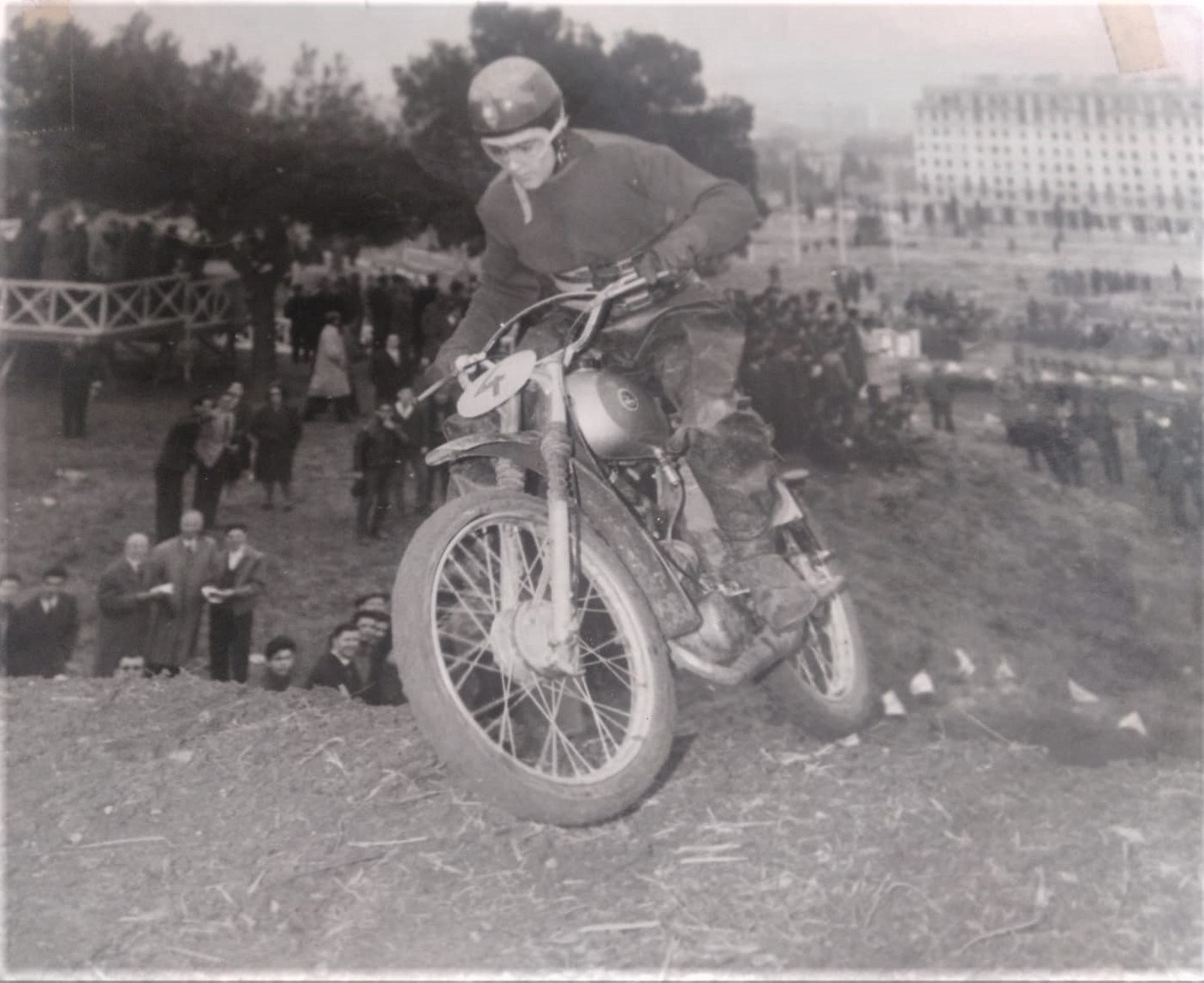
Toni Palau amb la Derbi 75 al Circuit de Pedralbes el

El Circuit de Pedralbes s'ubicava al districte de les Corts de Barcelona, prop de l'Avinguda Diagonal, en uns terrenys propietat del Vescomte de Güell que havien estat antigament seu del Club de Golf de Pedralbes. Aquest equipament, inaugurat el 1912, fou el primer camp de golf de Catalunya i tingué activitat fins a començaments de la dècada de 1950. La seva situació exacta era a la carretera d'Esplugues (costat mar), entre les casernes del Bruc i l'actual carrer de l'Abadessa Olzet.
A l'antic punt d'accés al camp de golf, actualment hi ha l'edifici d'ESADE. Prop de l'emplaçament que ocupava el circuit hi ha el Parc Cervantes de Barcelona, inaugurat el 1965 i famós pel seu roserar.

## Característiques
La longitud inicial de la pista era amb prou feines de 1.000 metres, però de cara a la segona edició del Motocròs Internacional, el 1961, s'amplià amb una recta de gairebé 100 metres, al descens de major desnivell, arribant així als 1.100 metres de llargada total. Era un traçat força accidentat (hi havia diversos trampolins i pendents de fins al 40%) i amb molts revolts de fins a 180 graus, amb accessoris com ara un peralt artificial d'un metre i mig d'alt.
Tot a banda i banda del traçat, protegit amb bales de palla, s'hi col·locaven nombrosos banderins per tal de delimitar-lo visualment. L'aforament del recinte estava calculat per a unes 25.000 persones amb perfecta visibilitat, havent-hi una tribuna metàl·lica per a 550 persones.
La preparació i adequació del recinte per a l'esdeveniment anual era laboriosa i així, per exemple, el 1961 el director del circuit hagué de dedicar-s'hi durant més d'un mes i mig, comptant a més amb un equip de 80 persones que hi treballaren durant 20 dies, un tractor per als moviments de terra i diversos camions fent-hi viatges durant 8 dies.

## Història
La primera edició del Motocròs Internacional, el 1960, fou un èxit d'assistència de públic, el qual pogué gaudir de la primera victòria de ressò internacional d'una moto catalana, ja que el vencedor absolut fou l'anglès Don Rickman als comandaments d'una Bultaco Tralla amb motor de 175 cc. La moto l'hi havia preparat expressament Francesc Xavier Bultó per a la cursa, després d'haver contactat amb ell i son germà Derek per a convidar-los a participar-hi. Els anglesos, aleshores famosos pilots i constructors de motocicletes, quedaren impressionats pel motor, però el xassís no els agradà. Aviat, els Rickman i Bultó encetaren un període de col·laboració que donà com a fruit la Bultaco Métisse, l'antecedent de la mítica Pursang.
L'edició de 1962 (any en què el Motocròs Internacional esdevingué Gran Premi d'Espanya) destacà per la dura climatologia, amb un fred i pluja constants, que provocaren molt poca afluència d'espectadors i una cursa extremadament dura, pel molt fang acumulat i l'abundància de grans tolls.

### Esdeveniments
Els esdeveniments que acollí el Circuit de Pedralbes al llarg de la seva història foren aquests:
| Esdeveniment                         | Organitzador   | Data usual | De   | A    | Edicions |
| ------------------------------------ | -------------- | ---------- | ---- | ---- | -------- |
| Motocross Internacional de Barcelona | Moto Club Ruta | Al febrer  | 1960 | 1961 | 2        |
| GP d'Espanya de 250cc                | Moto Club Ruta | Al febrer  | 1962 | 1963 | 2        |
| Total                                |                |            |      |      | 4        |